# Осциляції Зенера — Блоха
Осциляції Зенера — Блоха — коливання частинки, що рухається в періодичному потенціалі, під дією постійної сили. Прикладом системи, в якій можуть реалізуватися такі коливання, є кристалічне тверде тіло. В реальних кристалах створити умови для спостереження осциляцій Зенера-Блоха важко, однак вони спостерігалися в штучних системах — надґратках.
Кларенс Зенер розглянув такі коливання для електронів кристалу в зовнішньому електричному полі. Фелікс Блох узагальнив теорію на випадок будь-яких частинок та будь-яких сил.

## Напівкласична теорія
Якщо знехтувати міжзонними переходами електронів в присутності зовнішнього електричного поля {\displaystyle \mathbf {E} }, то зміна квазі-імпульсу електрона {\displaystyle \mathbf {k} } визначається другим законом Ньютона:
{\displaystyle \hbar \;{\frac {d\mathbf {k} }{dt}}=-e\mathbf {E} },
де {\displaystyle \quad e} — елементарний електричний заряд. У відсутності зіткнень електрон проходить по всій зоні Брілюена, відбивається від її границі, знову пересікає зону, і знову відбивається на границі. Таким чином, незбурений рух електрона в зоні під дією постійного поля має характер осциляцій у {\displaystyle \mathbf {k} }- просторі, і, як наслідок, у звичайному просторі.
Нехай поле {\displaystyle \mathbf {E} } направлене вздовж вектора оберненої ґратки {\displaystyle \mathbf {K} }, який визначає положення границі зони Брілюена, що відбиває електрони. За одну осциляцію електрон проходить відстань {\displaystyle K}. Якщо {\displaystyle K={\frac {2\pi }{a}}}, де {\displaystyle a} — період елементарної комірки, то циклічна частота коливань дорівнює:
{\displaystyle \omega _{z}={\frac {eEa}{\hbar \;}}}.
Оскільки {\displaystyle a\approx \;3\mathrm {\AA} } , для поля {\displaystyle 2\cdot 10^{5}} В/см2 частота становить близько 10−13 Гц. Осциляції обмежені в просторі, а центр осциляцій знаходиться в певній комірці. В такій ситуації потенціал збурення {\displaystyle e\mathbf {E} \mathbf {r} } видозмінює енергетичні рівні в зоні. І виникають стани, енергія яких відрізняється на величину {\displaystyle eEa}, виникає східцева зміна енергії вздовж країв зони. Рівні енергії створюють т. з. штарківську драбину, названу так, оскільки її виникнення нагадує ефект Штарка в атомній фізиці. Ясно, що амплітуда {\displaystyle L_{z}}, просторових осциляцій визначається шириною зони {\displaystyle W_{b}}:
{\displaystyle L_{z}={\frac {W_{b}}{2eE}}}
Оскільки на елементарну комірку приходиться один стан, то загальна кількість осциляцій залишається незмінною, проте інтервали між сусідніми рівнями енергії залишаються скінченними і однаковими.

## Квантова теорія
Хвильова функція електрона в стані Зенера — Блоха, очевидно, відрізняється від плоскої хвилі, оскільки {\displaystyle \mathbf {k} } вже не є хорошим квантовим числом. Розглядаючи прикладений потенціал, як збурення:
{\displaystyle {\big (}H_{0}^{*}-e\mathbf {E} \cdot \mathbf {r} {\big )}\psi _{z}=E_{z}\psi _{z}},-
{\displaystyle \psi _{z}={\frac {1}{\sqrt {V}}}\sum _{\mathbf {k} }^{\propto }\;c_{k}\phi _{k}(\mathbf {r} )},
де {\displaystyle \psi _{k}(\mathbf {r} )} — зонні функції Блоха. Теорія збурень дає
{\displaystyle c_{k'}=\sum _{\mathbf {k} }^{\propto }\;{\frac {c_{k}\left\langle \mathbf {k'} |-eE\mathbf {r} |\mathbf {k} \right\rangle }{W_{z}-W_{k'}}}}
Матричний елемент зручніше всього обчислювати, враховуючи
{\displaystyle \mathbf {r} \exp(i\mathbf {k} \mathbf {r} )=-i\Delta _{k}\exp(i\mathbf {k} \mathbf {r} )}
Переходячи від сумування по {\displaystyle \mathbf {k} } до інтегрування за допомогою співвідношення
{\displaystyle \sum _{\mathbf {k} }^{\propto }\;\to \int _{}^{}{\frac {V}{8\pi ^{3}}}\,d\mathbf {k} \mathbf {k} },
та інтегруючи частинами, використовуючи властивість ортогональності плоских хвиль:
{\displaystyle \sum _{\mathbf {k} }^{\propto }\;c_{k}\left\langle \mathbf {k'} |-e\mathbf {E} \mathbf {r} |\mathbf {k} \right\rangle =-e\mathbf {E} \Delta _{k}c_{k}\delta _{kk'}}
звідки похідні
{\displaystyle {\frac {dc_{k}}{d\mathbf {k} }}={\frac {i(W_{z}-W_{k})c_{k}}{eE}}},
а також
{\displaystyle c_{k}=c_{0}\exp \left\lbrace \int _{}^{}{\frac {i(W_{z}-W_{k})}{eE}}\,d\mathbf {k} \right\rbrace }
Для того, щоб періодичність хвильової функції зберігалась, функція {\displaystyle c_{k}} повинна бути періодичною. Якщо покласти
{\displaystyle W_{k}=W_{0}+W(\mathbf {k} ),}
де {\displaystyle W_{k}=W_{0}} — енергія центра зони, то із умови періодичності витікає рівність енергій
{\displaystyle W_{z}-W_{0}=e\mathbf {E} n'(\mathbf {a} ),},
де {\displaystyle n'} — ціле число, а {\displaystyle \mathbf {a} } — вектор елементарної комірки. Таким чином, стан, якому відповідає власне значення {\displaystyle W_{z}}, локалізований у просторі біля елементарної комірки, розташованої в точці {\displaystyle n'\mathbf {a} }, звідки покладаючи {\displaystyle n'\mathbf {a} =\mathbf {r} }
{\displaystyle c_{k}=c_{0}\exp \left\lbrace -i{\big (}\mathbf {k} \mathbf {r_{0}} \int _{}^{}{\frac {iW_{k}}{eE}}\,d\mathbf {k} {\big )}\right\rbrace }
Хвильові функції Блоха тут будуть
{\displaystyle \psi _{z}=V^{-1/2}c_{0}\sum _{\mathbf {k} }^{\propto }\;u_{k}(\mathbf {r} )\exp \left\lbrace i\int _{}^{}{\frac {W(\mathbf {k} )}{eE}}\,d\mathbf {k} -i\mathbf {k} (\mathbf {r_{0}-r} )\right\rbrace .}
Тепер можна використати просту модель, яка описує зону в напрямі поля
{\displaystyle \mathbf {E} }:
{\displaystyle W\mathbf {k} =-{\frac {W_{b}}{2}}\cos ka\,},
{\displaystyle -{\frac {\pi }{a}}<k<{\frac {\pi }{a}},},
де {\displaystyle W_{b}}- ширина зони. Далі припускаємо, що функція {\displaystyle u_{k}(\mathbf {r} )} не залежить від {\displaystyle \mathbf {k} }. Тоді
{\displaystyle \psi _{z}=V^{-1/2}c_{0}u(\mathbf {r} )\sum _{\mathbf {k} }^{\propto }\;\exp \left\lbrace -{\frac {iW_{b}\sin {ka}}{2eEa}}-i\mathbf {k} \mathbf {r_{0}-r} \right\rbrace =}
{\displaystyle =c_{0}u(\mathbf {r} )J_{n}({\frac {W_{b}}{2eEa}}),n=(x_{0}-x)/a,}
де {\displaystyle J_{n}(z)} — функція Бесселя, {\displaystyle n} — ціле число, а поле направлене вздовж осі {\displaystyle x}. Біля точки {\displaystyle x=x_{0}} функція {\displaystyle J_{n}(z)} веде себе подібно до стоячої хвилі із хвильовим вектором величини {\displaystyle \pi /2a}, тобто довжина хвильового вектора рівна половині відстані від центру зони Брілюена до її границі. Коли {\displaystyle |x_{0}-x|\gg \;a}, асимптотичний розклад дає
{\displaystyle J_{n}\left({\frac {W_{b}}{2eEa}}\right)\approx \;{\frac {(-1)^{|x_{0}-x|/a}}{(2\pi |x_{0}-x|/a)^{1/2}}}\left({\frac {e_{n}L_{z}}{2|x_{0}-x|}}\right)^{|x_{0}-x|/a}}
де {\displaystyle L_{z}} — класична амплітуда просторових осциляцій, а {\displaystyle e_{n}} — основа натуральних логарифмів. Ясно, що при {\displaystyle |x_{0}-x|>e_{n}L_{z}/2} хвильова функція дуже швидко затухає. Вона зменшується і при {\displaystyle |x_{0}-x|\to 0}, досягаючи максимуму при {\displaystyle |x_{0}-x|=L_{z}/2}. Поведінка цієї хвильової функції якісно схожа на поведінку гармонічного осцилятора — вона зростає біля кінців відрізка, які відповідають класичним точкам повороту. Для того, щоб спостерігати це явище необхідно задовольнити умови
{\displaystyle \omega _{z}\tau >1,}
де {\displaystyle \tau } — час між зіткненнями. Як правило розрахунок часу {\displaystyle \tau } проводять для станів, близьких до країв зони. Типові значення для {\displaystyle \tau } близько {\displaystyle 10^{-13}}. Таким чином, електрон що здійснює коливання Зенера — Блоха, більшу частину часу перебуває біля країв зони, і тому розумно прийняти оцінку часу близько 10−13 c. Для цього необхідно створити поля більші за 2·105 В/см. В багатьох випадках таке сильне поле може привести до пробою напівпровідника.